# 蟹和蛇
蟹和蛇是伊索寓言中的一個故事。 of a Japanese woodblock print by Hokusai.

## 內容簡介
蟹和蛇雖然是同住的朋友，但性格南轅北轍，蟹真誠和善；而蛇卻狡猾毒辣。蟹常勸蛇要向善，但蛇不單不聽，還罵蟹笨，及後更想找機會將蟹害死。蟹有見及此，漸漸對蛇忍無可忍，於是有天趁蛇睡著便大鉗一揮將蛇夾死，然後說：「兄弟，你死了便不需要再談向善了。」

## 教訓意義
某些人（如大壞蛋）的死可能對大眾都有好處。
1. ↑  National Museum site
2. ↑  There is an example in the Harvard art museums